# Pselliophora strigipennis
Pselliophora strigipennis är en tvåvingeart som beskrevs av De Meijere 1914. Pselliophora strigipennis ingår i släktet Pselliophora och familjen storharkrankar. Inga underarter finns listade i Catalogue of Life.